# Ladyamherstfazant
De ladyamherstfazant (Chrysolophus amherstiae) is een vogel die behoort tot het geslacht der kraagfazanten in de familie der fazantachtigen.

## Kenmerken
De volwassen haan is 100-120 cm lang inclusief de staart van circa 80 cm. Hij is herkenbaar aan zijn zwart en zilvergrijze kop, lange grijze staart en zijn uit rode, blauwe, gele en witte veren bestaande dekkleed. Hij kan deze "cape" oprichten om indruk te maken. De kuif is aan de voorzijde donkergroen en aan de achterzijde rood. De halskraag is wit met zwarte eindzomen.
De hen is minder opzichtig en lijkt enigszins op de hen van de gewone fazant maar heeft geprononceerdere strepen. Zij is bijna niet te onderscheiden van de hen van de goudfazant maar heeft duidelijk een iets donkerdere kop. De ladyamherstfazant is ook sterk verwant aan de goudfazant en er zijn vele kruisingen tussen beide soorten.

## Naamgeving en uitzetting
In 1828 nam de vrouw van de toenmalige gouverneur van India, Lady Sarah Amherst, twee mannelijke ladyamherstfazanten mee naar Europa. Vanwege het prachtige uiterlijk van de fazant was iedereen onder de indruk en ze werden naar de lady vernoemd. Rond 1900 werden enkele exemplaren uitgezet in Mount Stuart en Woburn, later ook op andere plaatsen.

## Broedgedrag
Bij de leg worden 6 tot 12 bruingele tot crèmeachtige eieren gelegd die in 23-24 dagen door het hennetje worden uitgebroed.

## Verspreiding en leefgebied
Het oorspronkelijke leefgebied van deze ladyamherstfazant is Zuidwest-China en Birma, waar hij leeft op rotsachtige hellingen op een hoogte van 2000-4000 meter.